# Komjatice
Komjatice (Hongaars:Komját) is een Slowaakse gemeente in de regio Nitra, en maakt deel uit van het district Nové Zámky.
Komjatice telt 4263 inwoners.